# Gymnosphaera melanoclada
Gymnosphaera melanoclada là một loài thực vật có mạch trong họ Cyatheaceae. Loài này được (Domin) Copel. mô tả khoa học đầu tiên năm 1947.